# باسيليوس منصور
باسيليوس منصور رجل دين مسيحي سوري من مواليد قرية المزيرعة في محافظة اللاذقية سنة 1962، ولد في أسرة ريفية تقية تعلم في مدارس القرية، درس اللاهوت في جامعة بلمند، ثم سافر إلى اليونان، ودرس الماجستير والدكتوراه في التاريخ الكنسي، في كلية اللاهوت بجامعة تسالونيك.
عين أرشمندريتاً مساعداً للمطران بولس بندلي متروبوليت عكار وتوابعها للروم الأرثوذكس، في مدينة صافيتا وتوابعها في السادس من تشرين الثاني سنة 1992.
انتخب أسقفاً على طرطوس وصافيتا بقرار من المجمع المقدس سنة 1995، وقد كان له الأثر الكبير في تطوير الأسقفية، حيث اهتم أولاً ببناء الكنائس والمشاريع الخيرية.
تم انتخابه من المجمع الأنطاكي المقدس في يوم 17 حزيران 2008 متروبوليتاً على أبرشية عكار وتوابعها في سورية.